# Raspberry-sziget
Az Egyesült Államok Alaszka államában található Raspberry-sziget az Alaszkai-öbölben lévő Kodiak-szigetcsoport része. A Whale-szigettől északnyugatra helyezkedik el, 3,2 km távolságban. Az Afognak-sziget délnyugati végétől csak az 1,6 km széles Afognak-szoros választja el. A Kodiak-szigettől a Kupreanof-szoros, északnyugaton pedig a Shelikof-szoros választja el. A Raspberry-sziget 29 km hosszú, szélessége 4,8-12,9 km között változik. A legmagasabb pontja 1000 méter.
A sziget az alenevai CDP (census-designated place) része. A sziget természeti szépségei miatt kedvelt turisztikai célpont, egyedüli állandóan lakott helyei a turistákat kiszolgáló vendéglátóegyeségek az egykori Port Wakefieldben és azon kívül (mint a Raspberry Island Remote Lodge szálló). Az itt élők az áramot a szigeten levő patakokból nyerik. A legközelebbi város Kodiak, amely hajóval másfél, hidroplánnal fél óra távolságban van a szigettől.

## Növény- és állatvilága

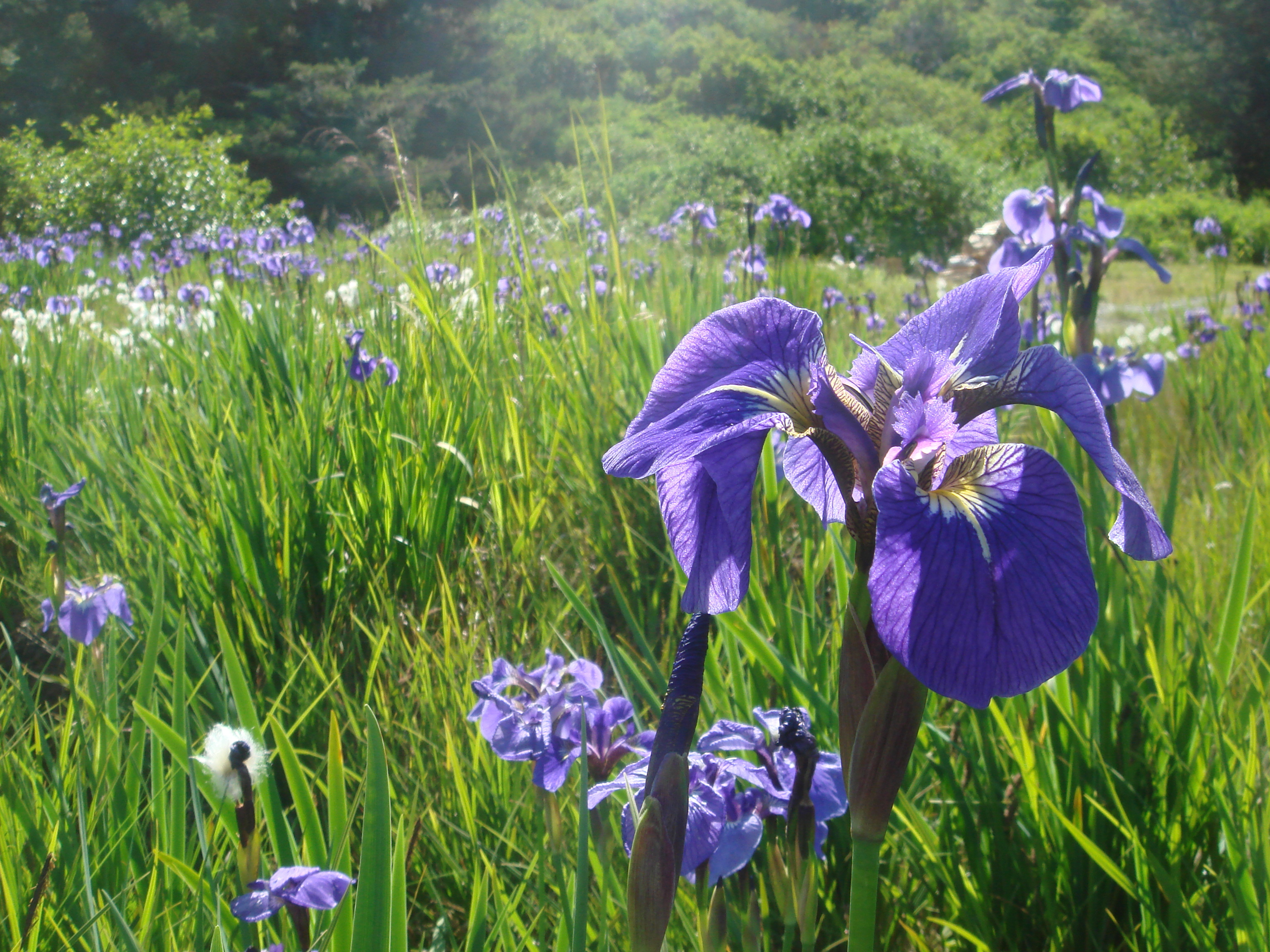
Lila íriszekből álló mező

A Raspberry-szigeten a legelterjedtebb fa, a szitka luc. A lucfenyveseket szederbokrok, égeresek és vadvirágos mezők tarkítják. A magasabb dombokon fekete áfonya és tőzegáfonya terem, ezeket füves mezők veszik körül. A sziget főbb állatai a Sitka öszvérszarvas (Odocoileus hemionus sitkensis), a vörös róka, a kodiak-medve, a kontyos lunda és a fehérfejű rétisas, amelyből viszonylag sok él itt.
Alaszkában csak az Afognak- és Raspberry-szigeteken található vapiti. A sziget Roosevelt-vapiti állománya nyolc betelepített borjúnak a leszármazottja. A borjúkat a Washington államhoz tartozó Olympic-félszigetről hozták 1928-ban. A vapitik jól alkalmazkodtak a szigethez, manapság 600 kilogrammos példányaik is élnek itt. A sziget egy másik sikeresen betelepített állata a pézsmapocok.
A bálnák sokszor beúsznak a Raspberry-szorosba, de onnan vissza kell forduljanak, mivel a szoros túl sekéllyé válik. A kajakozóknak ezt kihasználva kétszer van alkalmuk közelről megfigyelni a bálnákat.

## Történelme
A szigeten 7000 évig csak aleutok éltek, aztán az 1700-as években megjelentek az orosz prémkereskedők, akik szinte teljesen kiirtották a szorosban is élő tengeri vidrát. Az 1900-as évek elején néhány évtizedig halfeldolgozó központok is működtek a szigeten, köztük Port Wakefield és Northwest Cannery. Utóbbi mellett rókafarmot hoztak létre. 1915-től a Raspberry partjáról aranyról számoltak be, de 1935-ben abbahagyták a bányászatot. Az aranylelőhelyek a sziget északnyugati partján, a Drivers-öböl melletti 800 méteres szakaszon voltak.
A Raspberry-sziget legnagyobb része az amerikai őslakosok egyesületének (First Native Corporation) a tulajdonában van, és lakatlan, kivéve a két, turistákat fogadó szállodát, amelyek az egykori feldolgozóközpontok helyében létesültek.

## Gazdasága
Miután a feldolgozó központok megszűntek, területüket megvették és fogadókat építettek a helyükre. A turisták számára a fő vonzóerőt a sziget lakatlansága jelenti. A szállodák sokféle tevékenységet biztosítanak a turistáknak: a medvék megfigyelése, kirándulás, kajakozás, halászatot (a folyóban és az óceánban) és vadászatot.
A sziget környékén Kodiakból és Port Lionsból érkező halászhajók halásznak. Ezek az itt bőségesen előforduló lazac- és lepényhalféléket kereseik.

## Közlekedés
A Raspberry-szigeten csak a szállodák között vannak utak, más helyekre ösvényeken lehet eljutni, amelyeket a turisták és az állatok is használják. Az élelem és az emberek szállítását főként hidroplánnal és hajóval végzik, de egyesek kajakokkal érkeztek a szigetre. A turisták és az élelem mindig Kodiak városból indul a sziget felé, mivel ez a legközelebbi település.

## A sziget a médiában
A National Geographic Channel filmet készített a szigeten két emberről, akik medvékkel találkoztak. Az egyik történet Uganik-szigeten játszódik le, ebben a medve megölte az embert. A másikban a Raspberry-szigeten történik a cselekmény, és itt az embernek sikerül megölni a medvét egy késsel; végül fia és a Parti őrség elszállítják a kórházba.

## További képek

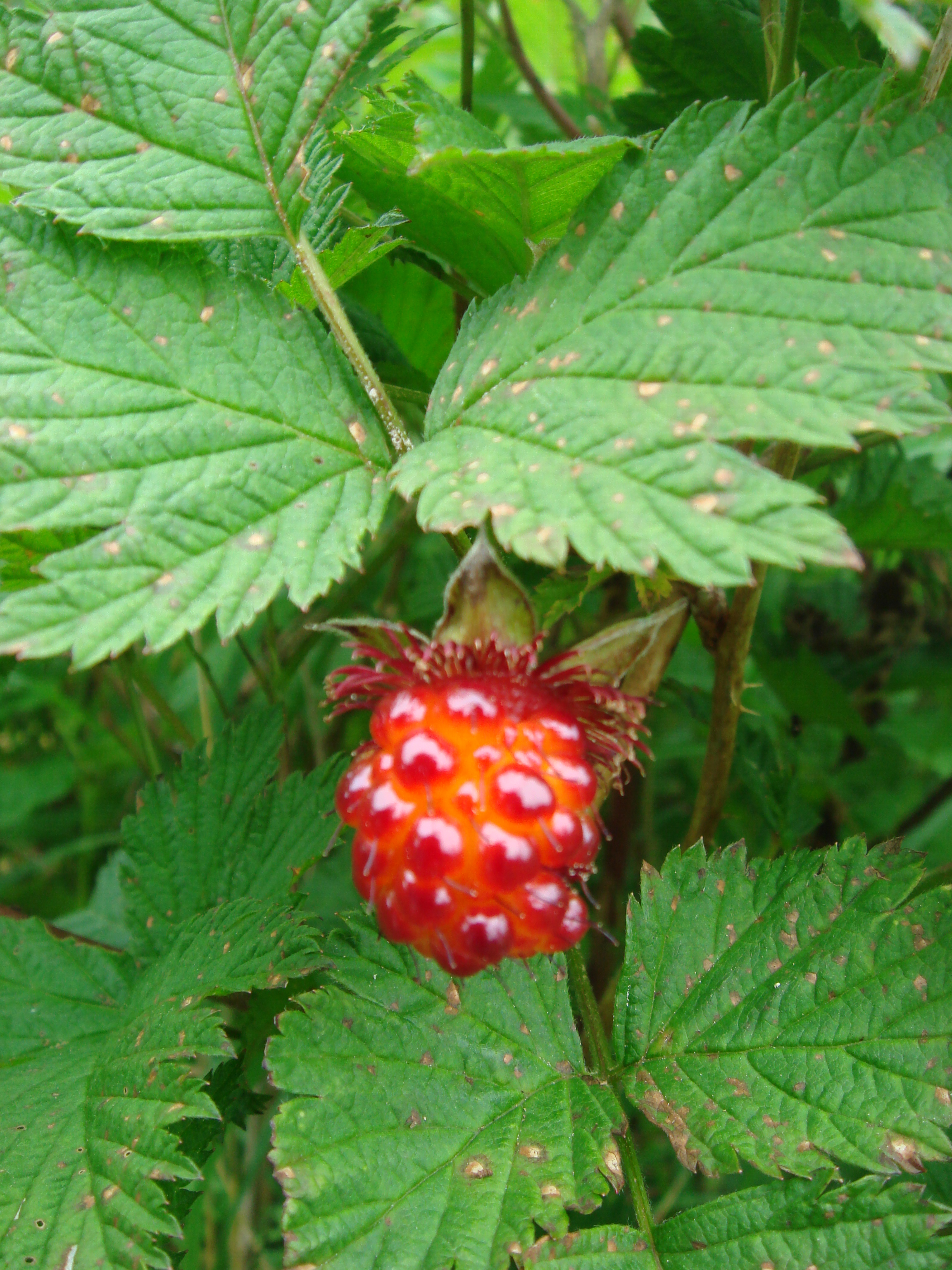
A szeder bőségesen terem a szigeten
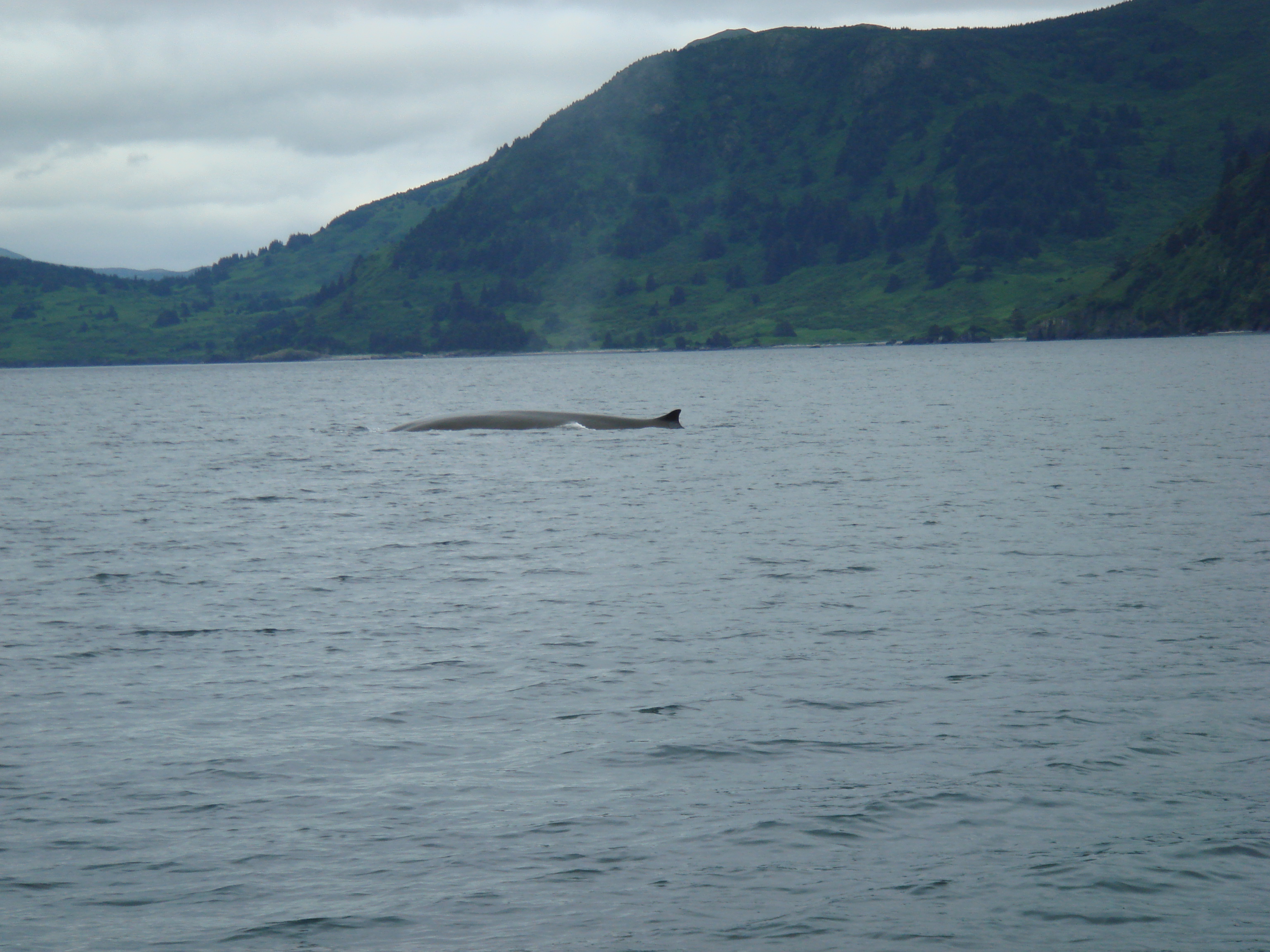
Egy közönséges barázdásbálna a Raspberry-szorosban
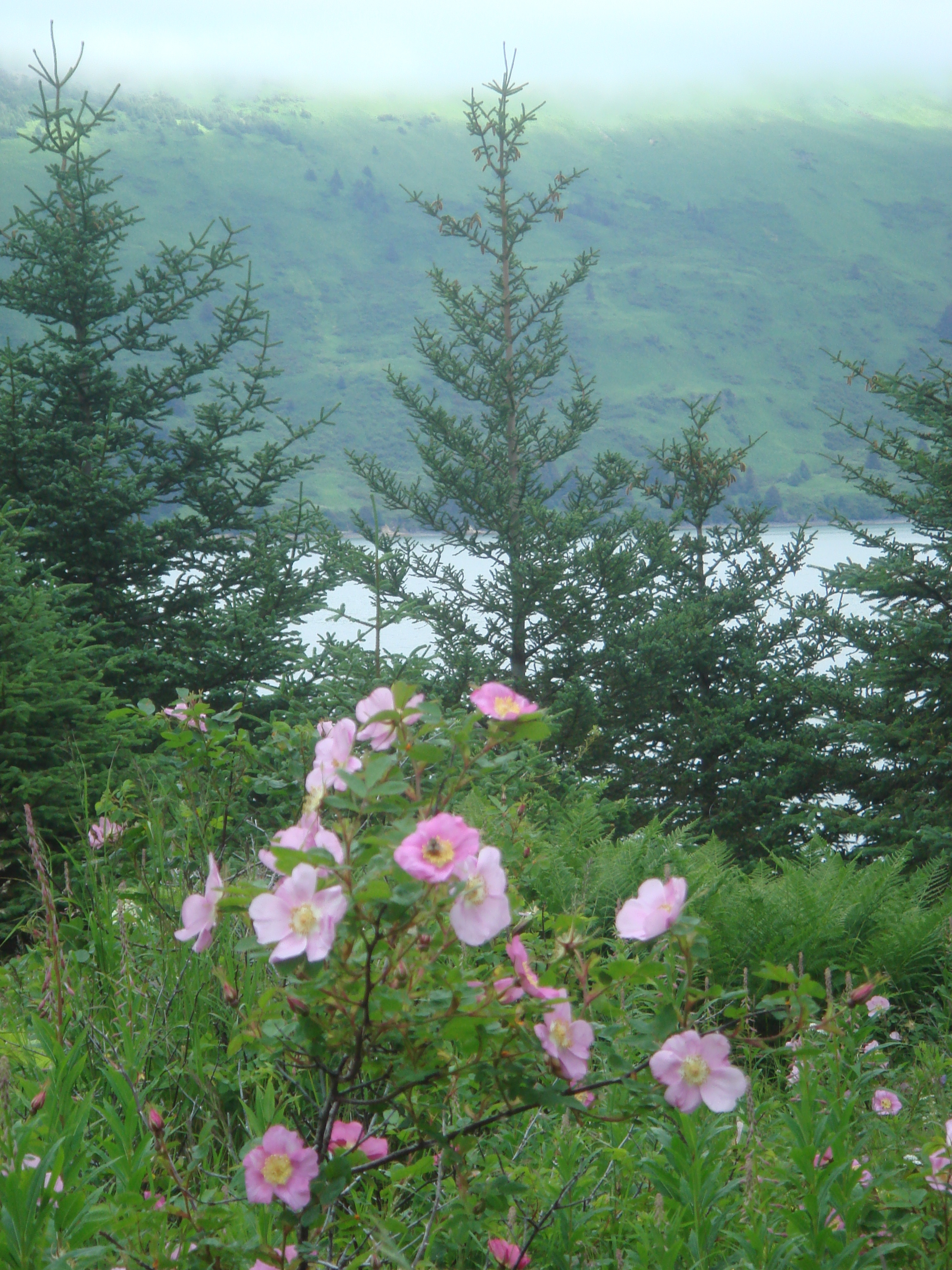
Hegyi virágok és szitka lucok. A háttérben a Raspberry-szoros
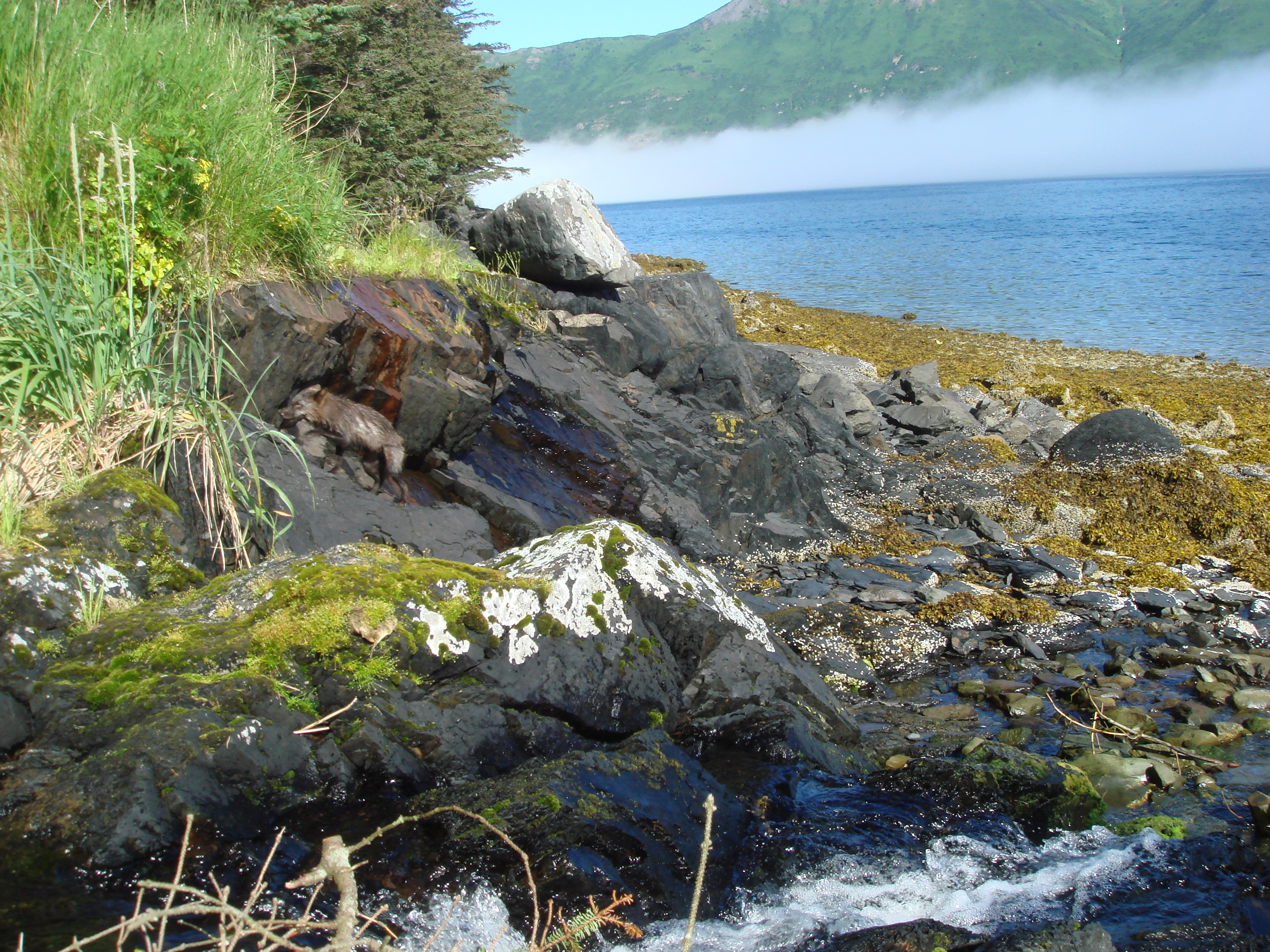
Egy róka keres táplálékot, a sziklás parton, apálykor
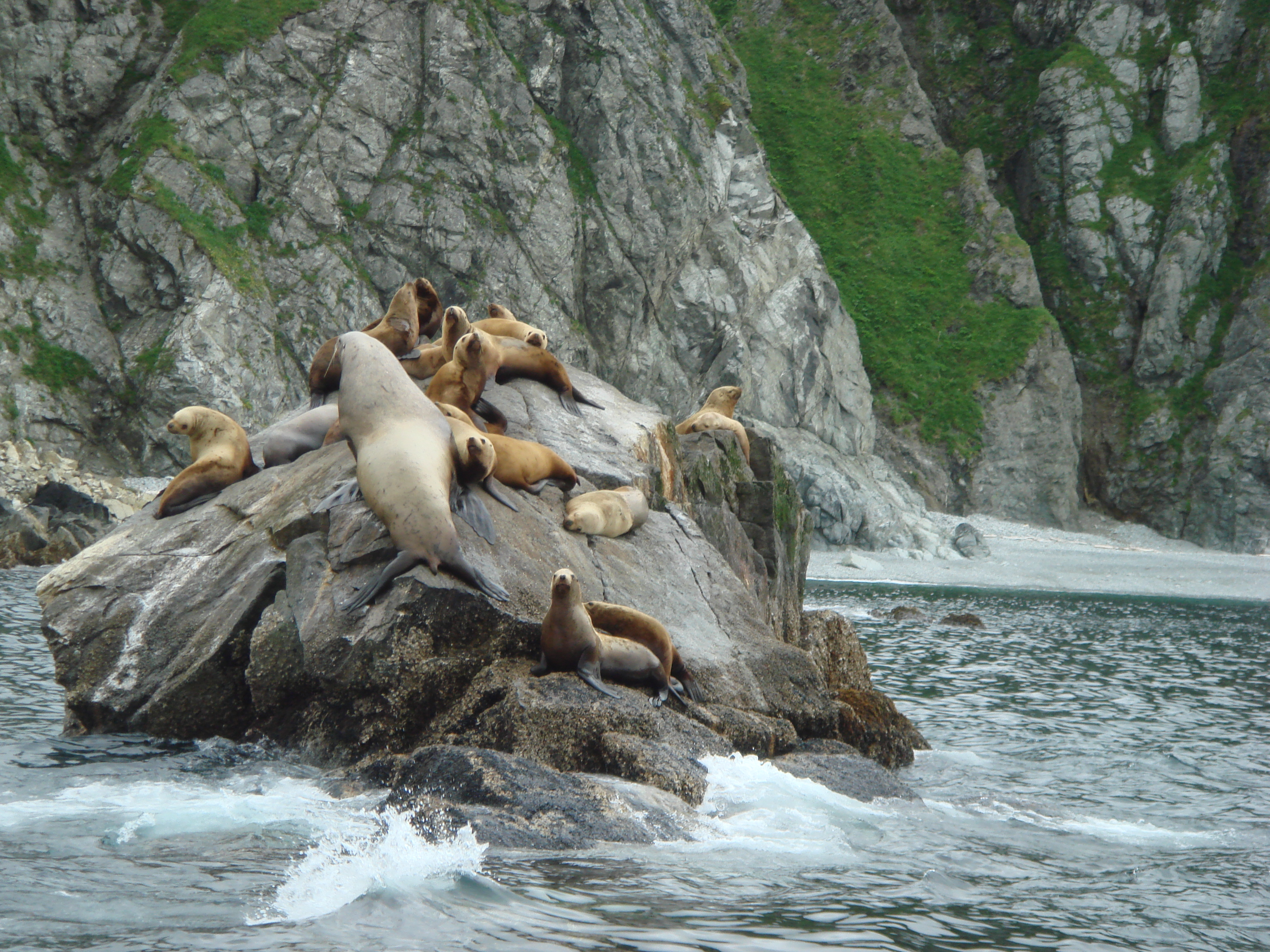
Oroszlánfókák jöttek ki a partra a Raspbery-szorosból
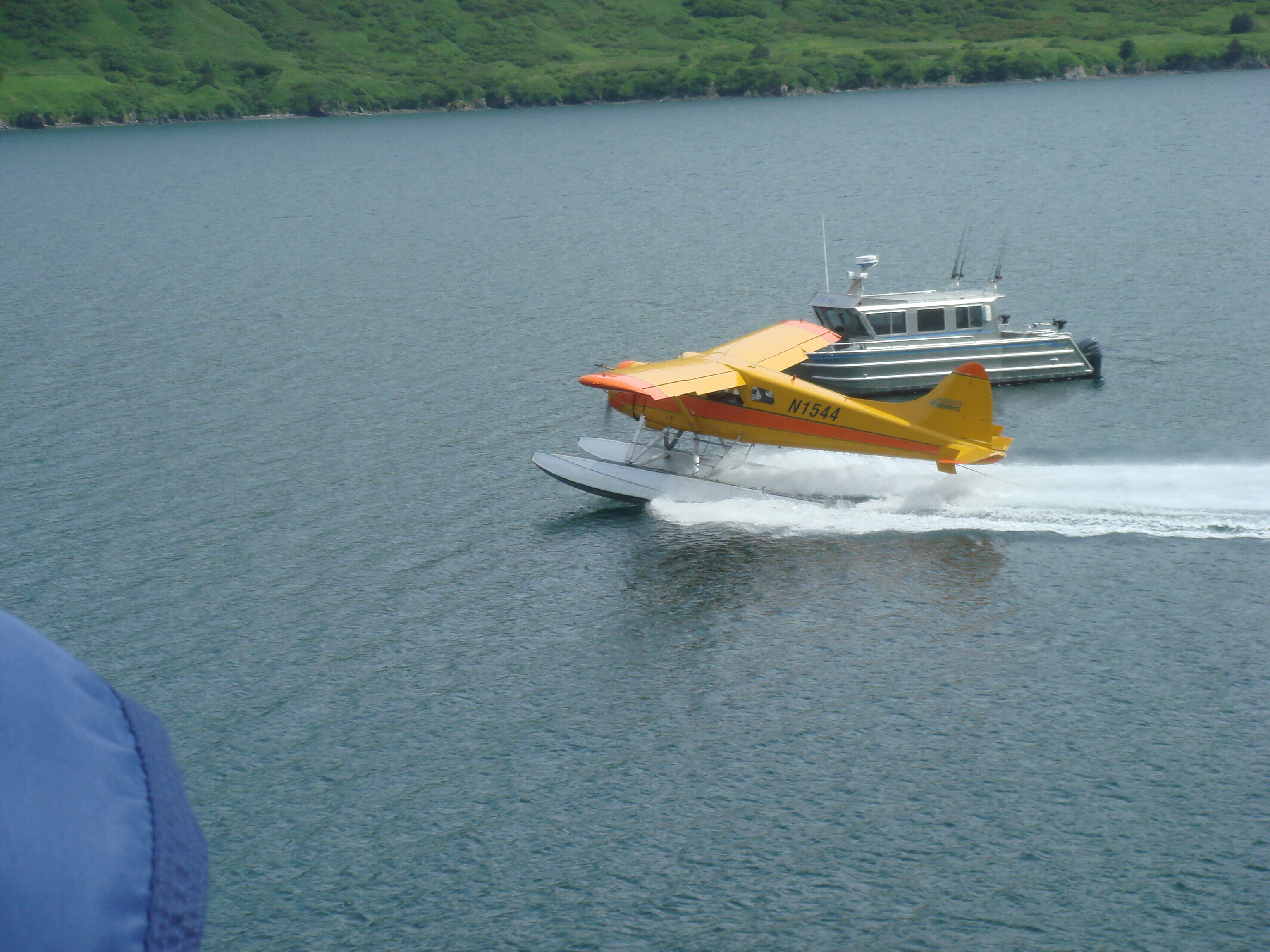
Egy hidroplán turistákat szállít a Katmai Nemzeti Park és Rezervátum partjára, hogy medvéket figyelhessenek meg